# Mansonella ozzardi
Mansonella ozzardi es un parásito en el filo de Nematoda. Esta filaria es uno de los dos que causa la filariasis visceral en humanos (La otra es Mansonella perstans). M. ozzardi es un endoparásito que habita la cavidad serosa del abdomen en el huésped humano. Vive dentro de los mesenterios, el peritoneo y el tejido subcutáneo. 

## Morfología
Al igual que otros nematodos, M. ozzardi es un gusano cilíndrico y simétrico bilateralmente, con un pseudocele o una cavidad corporal falsa. El exterior del parásito, la cutícula, es una capa protectora que puede soportar el ambiente hostil en el tracto digestivo de los huéspedes humanos. 
M. ozzardi y otros nematodos tienen músculos longitudinales que corren a lo largo de la pared del cuerpo. También tienen cordones nerviosos dorsales, ventrales y longitudinales conectados a estos músculos longitudinales. 
En las etapas adultas de M. ozzardi, las hembras son más grandes que los machos. 
M. ozzardi suele ser más pequeño que Onchocerca Volvulus (que causa la oncocercosis humana) cuando ambas especies coexisten; especialmente en algunas zonas rurales de Brasil, dentro del enfoque de oncocercosis amazónica. 

## Reproducción
Esta es una especie dioica (hay individuos machos e individuos hembras); se cree que la hembra libera una feromona para atraer a los machos. Cuando el macho encuentra a la hembra, se enrollará alrededor de la hembra sobre el poro genital. Las espículas del macho se usan para sostener a la hembra durante la cópula. Las hembras son ovovivíparas. El esperma de un nematodo carece de flagelo. Su motilidad se debe a su célula de tipo ameboide. 

## Distribución
Este es un parásito del Nuevo Mundo. Es prominente en las regiones subtropicales, tropicales y templadas de América Central y del Sur (México, Panamá, Brasil, Colombia y Argentina) y el Caribe. La prevalencia de M. ozzardi en Brasil es elevada; cerca del 44-52% de los agricultores brasileños están infectados. También es frecuente en la población amerindia. Muchos reservorios de transmisión del parásito en la cuenca del Amazonas esta en los pobladores de las comunidades indígenas. Los niveles de endemicidad varían ampliamente entre las aldeas rurales, situadas a pocos kilómetros de distancia a lo largo de los mismos ríos en la cuenca del Amazonas occidental de Brasil

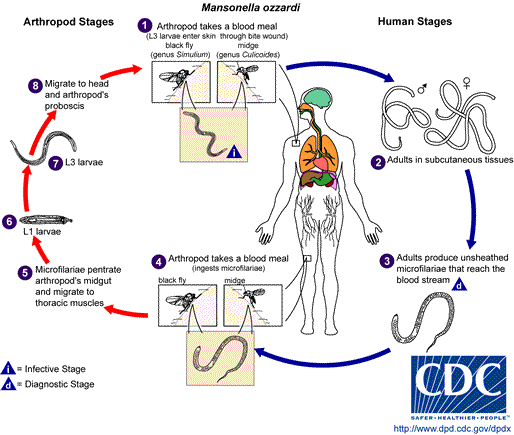
Ciclo biológico de Mansonella ozzardi

## Ciclo vital
1. Un artrópodo (mosca negra o mosquito mordiente) se alimentará de sangre humana e insertará sus larvas filariales de tercera etapa en el huésped humano.
2. Las larvas se convertirán en adultas y habitarán los espacios peritoneales y las ubicaciones adyacentes.
3. Los parásitos adultos se aparearán y producirán microfilarias sin funda. Estas microfilarias irán al torrente sanguíneo.
4. Un artrópodo tomará una comida de sangre de un humano infectado e ingerirá las microfilarias.
5. En el artrópodo, las microfilarias viajarán desde el intestino medio hasta los músculos torácicos.
6. En los músculos torácicos, las microfilarias se convertirán en larvas de la primera etapa.
7. Más tarde, las microfilarias se desarrollarán aún más en las larvas de la tercera etapa.
8. Las larvas de la tercera etapa viajarán desde los músculos torácicos hasta la trompa del artrópodo. Esta es la etapa donde el artrópodo puede infectar a un humano cuando toma una comida de sangre.

## Transmisión
M. ozzardi se transmite por dos tipos de artrópodos que se alimentan de la sangre de los humanos: mosquitos (género Culicoides) y moscas negras (género Simulium). En el Caribe, M. ozzardi usa el mordisco como su huésped intermedio. La mosca negra sirve como huésped intermedio para las filarias en la cuenca del Amazonas y América del Sur. 

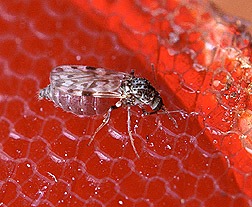
Culicoides sonorensis después de chupar sangre. Este insecto es vector de la Mansonella ozzardi.

### "Chinches" chupadoras
Las "chinches" chupadoras son pequeñas moscas que se reproducen en playas arenosas cerca del mar. Algunas especies también ponen sus huevos en la hojarasca en descomposición, el humus, el estiércol y la vegetación parcialmente podrida, en los agujeros de los árboles y en los tocones cortados de los plátanos. Se alimentan de la sangre de mamíferos, aves, reptiles y humanos. No pueden traspasar la ropa debido a sus piezas bucales cortas. Como resultado, prefieren alimentarse de la cabeza u otras partes del cuerpo expuestas. Las comidas con sangre ocurren durante el día y la noche, pero la actividad de morder alcanza su punto máximo durante la tarde. Dado que las mordeduras individuales pueden ser dolorosas, son motivo de preocupación porque tienden a atacar en enjambres de cientos o miles. Debido a su pequeño tamaño, pueden pasar a través de mosquiteras de malla. 

### Mosca negra

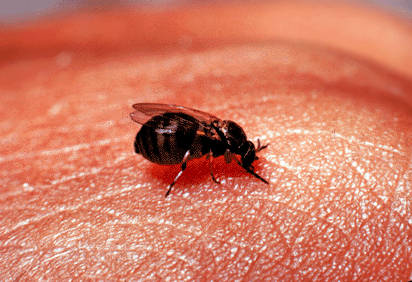
Mosca negra chupando sangre.

Las moscas negras son más grandes que las "chinches" chupadoras son moscas chupadoras de sangre más grandes que se reproducen en corrientes y ríos de flujo rápido. Sus larvas se pueden encontrar unidas a vegetación sumergida y piedras de vías fluviales infectadas. Las comidas de sangre ocurren durante el día al aire libre, especialmente a lo largo de los cauces de los ríos. Después de una comida, las moscas descansan durante 2-3 días en los árboles y otra vegetación para digerir la sangre. Al igual que los mosquitos, las moscas negras atacan a sus víctimas en enjambres y sus picaduras son dolorosas. Las picaduras pueden causar hinchazón, inflamación e irritación que pueden durar semanas.

## Patología

### Síntomas
La patogenicidad de M. ozzardi necesita más investigación. Aunque los gusanos adultos viven en las cavidades corporales y en el mesenterio, parecen causar poco o ningún daño a sus huéspedes humanos. Como resultado, las personas infectadas rara vez presentan síntomas. Sin embargo, se han informado algunas manifestaciones clínicas: 
1. Fiebre moderada
2. Frialdad en las piernas
3. Dolores en las articulaciones, como dolor articular o artralgias.
4. Dolores de cabeza
5. Prurito (picazón)
6. Erupciones cutáneas
7. Síntomas pulmonares
8. Linfadenitis: inflamación de los ganglios linfáticos.
9. Adenopatía: agrandamiento de los ganglios linfáticos
10. Hepatomegalia: agrandamiento del hígado

M. ozzardi también se considera como una posible causa de lesiones corneales. Aunque no hay evidencia significativa de ello, pero en ciertas regiones de América Central y del Sur donde coexisten M. ozzardi y O. volvulus, las biopsias de la piel siempre han demostrado que la oncosercosis es la causa de las lesiones corneales. 

### Diagnóstico
El examen microscópico es la herramienta de diagnóstico más utilizada para identificar las microfilarias de M. ozzardi en muestras de sangre. Los frotis de sangre generalmente se tiñen con hematoxilina o Giemsa para visualizar los gusanos bajo el microscopio.
Los diagnósticos no deben depender completamente de muestras de sangre, ya que también se han detectado microfilarias en la piel. El ultrasonido puede usarse para detectar la presencia de gusanos adultos. Los investigadores están desarrollando actualmente un método basado en la reacción en cadena de la polimerasa para detectar los parásitos en las biopsias de piel.
Debido a que M. ozzardi alberga la bacteria endosimbiótica Wolbachia, la doxiciclina puede ser una terapia efectiva para eliminar los gusanos adultos. Sin embargo, no se han realizado ensayos con doxiciclina (ya sea solo o en combinación con ivermectina) para la infección por M. ozzardi . 

### Tratamiento
La ivermectina es el tratamiento de elección para las infecciones por M. ozzardi . Es una potente lactona macrocíclica que se une a los canales de cloruro, que luego se abren y permiten que los iones de cloruro ingresen a las células afectadas. Estas células se hiperpolarizan, lo que resulta en parálisis muscular en las microfilarias de M. ozzardi. Esto permite que las células inmunes del huésped se adhieran a la superficie de las microfilarias y faciliten su eliminación. La ivermectina no puede matar a los gusanos adultos.
La dietilcarbamazina (DEC) también se ha utilizado en el tratamiento de infecciones por filarias. Si bien DEC funciona bien contra muchos parásitos filariales, no es eficaz en el tratamiento de las infecciones por microfilarias de M. ozzardi .

## Control de la enfermedad
Además de la ivermectina, las personas que viven en áreas endémicas de M. ozzardi pueden tomar medidas preventivas. Las personas que viven en el Caribe deben usar camisas y pantalones de manga larga para disminuir las partes del cuerpo expuestas debido a que las "chiches" besadoras no pueden picar a través de la ropa. Los repelentes de insectos también podrían usarse para cubrir partes del cuerpo no protegidas por la ropa. Las comunidades también deben mantener la vegetación natural a su alrededor para disminuir los posibles lugares de reproducción para las picaduras de mosquitos. 
En América del Sur, la mejor manera de controlar la población de moscas negras, y la transmisión de M. ozzardi, es aplicar insecticidas específicos para larvas de mosca negra en arroyos y ríos. La aplicación de insecticida a un sitio de reproducción también mata a las larvas hasta 10 km río abajo. Las redes extensas de vías fluviales deben tratarse con insecticida ya que las moscas negras tienen la capacidad de volar con el viento durante varios cientos de kilómetros. Las personas también deben evitar las vías fluviales siempre que sea posible. 